# Granum (Alberta)
Pour les articles homonymes, voir Granum (homonymie).
Granum est une ville (town) de Willow Creek No 26, située dans la province canadienne d'Alberta.

## Démographie
En tant que localité désignée dans le recensement de 2011, Granum a une population de 447 habitants dans 205 de ses 220 logements, soit une variation de 7.7% avec la population de 2006. Avec une superficie de 1,865 6 km2, la ville possède une densité de population de 239,601 2 hab/km2 en 2011.
Concernant le recensement de 2006, Granum abritait 415 habitants dans 178 de ses 190 logements. Avec une superficie de 1,865 6 km2, la ville possédait une densité de population de 222,4 hab/km2 en 2006.
| 2001 | 2006 | 2011 | 2016 |
| ---- | ---- | ---- | ---- |
| 392  | 415  | 447  | 406  |